# Mudlapura, Turuvekere
Mudlapura là một làng thuộc tehsil Turuvekere, huyện Tumkur, bang Karnataka, Ấn Độ.